# DJ Remo
DJ Remo, właściwie Remigiusz Łupicki (ur. 22 lipca 1978 w Poznaniu) – polski DJ, producent muzyczny i właściciel wytwórni My Music. Poza solową działalnością artystyczną wraz z Robertem M i Dirty Rushem tworzy projekt 3R. Razem z Łukaszem Rozmiarkiem prowadził kanał „Życie Zaczyna Się Po Czterdziestce”

## Życiorys
Karierę rozpoczął w 1994 roku grywając w poznańskich klubach. W 2000 roku założył wytwórnię UMC Records, która w latach późniejszych została przekształcona w My Music. W 2007 roku zadebiutował klubowym hitem „My Music Song”. Potem ukazał się single „My Music All My Life” i „You Can Dance” z udziałem Gosi Andrzejewicz. Jego pierwszy album zatytułowany You Can Dance ukazał się w 2008 roku. Rok później wydał kolejny album pt. My Music – My Pleasure. 25 września 2015 roku ukazał się album Remofere. W ramach promocji wydawnictwa, do utworu „Bombsite A” został zrealizowany teledysk.
Żonaty z Joanną z którą ma dwoje dzieci: syna Dominika (ur. 2002), który jest znanym youtuberem i raperem oraz córkę Nadię (ur. 2012). Mieszka w Puszczykowie.
W grudniu 2017 wsparł swojego przyjaciela Mikołaja Jaskółkę, walczącego z chłoniakiem śródpiersia. Wystawił wówczas na aukcję zbierania funduszy, statuetkę Eska Music Awards, którą otrzymał w 2008 roku za „Imprezowy hit roku”.
W 2020 roku odkupił wytwórnię Stoprocent od Winicjusza „Winiego” Bartkówa. W październiku 2023 roku kupił restaurację „Papierówka” w Poznaniu. Razem z Łukaszem Rozmiarkiem prowadzi kanał „Życie Zaczyna się po Czterdziestce”. Należy do niego również kawiarnia „Życie Zaczniesz po Kawie”.

## Dyskografia

### Albumy studyjne
| Rok                                                     | Dane dot. albumu | Najwyższa pozycja na liście |
| Rok                                                     | Dane dot. albumu | POL                         |
| ------------------------------------------------------- | --- | --------------------------- |
| 2008                                                    | You Can Dance - Data wydania: 2008 - Wytwórnia: My Music - Format: CD, digital download, media strumieniowe                                 | –                           |
| 2008                                                    | DJ Remo In The Mix, Vol. 1 - Data wydania: 12 maja 2008 - Wytwórnia: My Music - Format: CD, digital download, media strumieniowe            | –                           |
| 2009                                                    | My Music – My Pleasure - Data wydania: 10 sierpnia 2009 - Wytwórnia: My Music - Format: CD, digital download, media strumieniowe            | –                           |
| 2011                                                    | It’s a Show (oraz Robert M) - Data wydania: 15 marca 2011 - Wytwórnia: EMI Music Poland - Format: CD, digital download, media strumieniowe  | 49                          |
| 2014                                                    | Anthology (oraz inni wykonawcy) - Data wydania: 1 września 2014 - Wytwórnia: My Music - Format: CD, digital download, media strumieniowe    | –                           |
| 2015                                                    | Remofere - Data wydania: 25 września 2015 - Wytwórnia: My Music - Format: CD, digital download, media strumieniowe                          | 26                          |
| 2016                                                    | Możesz wszystko zacząć jeszcze raz - Data wydania: 24 czerwca 2016 - Wytwórnia: My Music - Format: CD, digital download, media strumieniowe | 9                           |
| 2017                                                    | Przed siebie - Data wydania: 29 września 2017 - Wytwórnia: My Music - Format: CD, digital download, media strumieniowe                      | 2                           |
| 2018                                                    | Sekret - Data wydania: 22 lipca 2018 - Wytwórnia: My Music - Format: CD, digital download, media strumieniowe                               | 3                           |
| „–” oznacza, że album nie był notowany na danej liście. | |                             |

### Single
Jako główny artysta
| Rok                                                      | Tytuł                                                     | Najwyższe pozycje na listach | Najwyższe pozycje na listach | Najwyższe pozycje na listach | Certyfikat                | Sprzedaż       | Album                              |
| Rok                                                      | Tytuł                                                     | POL                          | Eska                         | MR                           | Certyfikat                | Sprzedaż       | Album                              |
| Rok                                                      | Tytuł                                                     | AirPlay                      | Eska                         | MR                           | Certyfikat                | Sprzedaż       | Album                              |
| -------------------------------------------------------- | --------------------------------------------------------- | ---------------------------- | ---------------------------- | ---------------------------- | ------------------------- | -------------- | ---------------------------------- |
| 2007                                                     | „My Music Song”                                           | –                            | –                            | –                            | brak                      | brak danych    | You Can Dance                      |
| 2008                                                     | „My Music, All My Life”                                   | –                            | –                            | –                            | brak                      | brak danych    | You Can Dance                      |
| 2008                                                     | „You Can Dance” (gościnnie: Gosia Andrzejewicz)           | –                            | –                            | –                            | brak                      | brak danych    | You Can Dance                      |
| 2008                                                     | „Eo Ea”                                                   | –                            | –                            | –                            | brak                      | brak danych    | You Can Dance                      |
| 2008                                                     | „Feel’in” (gościnnie: Gosia Andrzejewicz)                 | –                            | –                            | –                            | brak                      | brak danych    | You Can Dance                      |
| 2009                                                     | „Taste Me All Day” (gościnnie: Gosia Andrzejewicz)        | –                            | 3                            | –                            | brak                      | brak danych    | My Music – My Pleasure             |
| 2009                                                     | „Ta Ta TA”                                                | –                            | –                            | –                            | brak                      | brak danych    | My Music – My Pleasure             |
| 2009                                                     | „Extra Clubbing” (gościnnie: Mezo)                        | –                            | –                            | –                            | brak                      | brak danych    | Anthology                          |
| 2010                                                     | „Emotions” (gościnnie: Gosia Andrzejewicz)                | –                            | –                            | 1                            | brak                      | brak danych    | Film                               |
| 2010                                                     | „Hold Me Now” (gościnnie: Patrick)                        | –                            | –                            | –                            | brak                      | brak danych    | –                                  |
| 2011                                                     | „Wonderful Love”                                          | –                            | –                            | –                            | brak                      | brak danych    | Anthology                          |
| 2011                                                     | „Brighter” (gościnnie: Asia Ash)                          | –                            | –                            | –                            | brak                      | brak danych    | Anthology                          |
| 2012                                                     | „Without You (Pozdro z piekła)” (gościnnie: Doniu, Amila) | –                            | –                            | –                            | brak                      | brak danych    | Anthology                          |
| 2015                                                     | „Terefere” (gościnnie: J.Dąbrowski)                       | –                            | –                            | –                            | brak                      | brak danych    | Remofere                           |
| 2015                                                     | „Bombsite A” (gościnnie: Gimpson, Mamiko)                 | –                            | –                            | –                            | - POL: 3× platynowa płyta | - POL: 60,000+ | Remofere                           |
| 2016                                                     | „Zaryzykuj” (gościnnie: Mr X)                             | 47                           | –                            | –                            | brak                      | brak danych    | Możesz wszystko zacząć jeszcze raz |
| 2017                                                     | „Przepraszam Cię” (gościnnie: Artur Sikorski)             | –                            | –                            | –                            | brak                      | brak danych    | Przed siebie                       |
| 2017                                                     | „Masz w sobie coś” (gościnnie: Mayk)                      | –                            | –                            | –                            | brak                      | brak danych    | Przed siebie                       |
| 2017                                                     | „Lecisz pod wiatr” (gościnnie: Merghani)                  | –                            | –                            | –                            | brak                      | brak danych    | Przed siebie                       |
| 2022                                                     | „Bombsite B” (oraz Gimpson, Friz, Mamiko)                 | –                            | –                            | –                            | brak                      | brak danych    | –                                  |
| „–” oznacza, że singel nie był notowany na danej liście. |                                                           |                              |                              |                              |                           |                |                                    |

### Inne notowane utwory
| Rok  | Tytuł                      | Najwyższe pozycje na listach |
| Rok  | Tytuł                      | POL                          |
| Rok  | Tytuł                      | AirPlay Nowości              |
| ---- | -------------------------- | ---------------------------- |
| 2015 | „We Are” (gościnnie: Tabb) | 1                            |